# The Ego Has Landed
Albums de Robbie Williams
I've Been Expecting You
(1998) Sing When You're Winning
(2000)
The Ego Has Landed est un album de Robbie Williams, sorti en 1999 et distribué uniquement en Amérique du Nord. Il s'agit d'une compilation de ses deux premiers albums en solo, Life thru a Lens et I've Been Expecting You.

## Liste des titres
1. Lazy Days - 3:53
2. Millennium - 4:04
3. No Regrets - 5:09
4. Strong - 4:37
5. Angels - 4:24
6. Win Some Lose Some - 4:19
7. Let Me Entertain You - 4:21
8. Jesus In A Camper Van - 3:38 (remplacée par Phoenix From the Flames - 4:02)
9. Old Before I Die - 3:54
10. Killing Me - 3:57
11. Man Machine - 3:37
12. She's The One - 4:18
13. Karma Killer - 4:28
14. One Of God's Better People - 3:35

Pour des raisons juridiques, l'album a été réédité sans la chanson Jesus in a Camper Van, remplacée par Phoenix From the Flames.